# Nave (arquitetura)

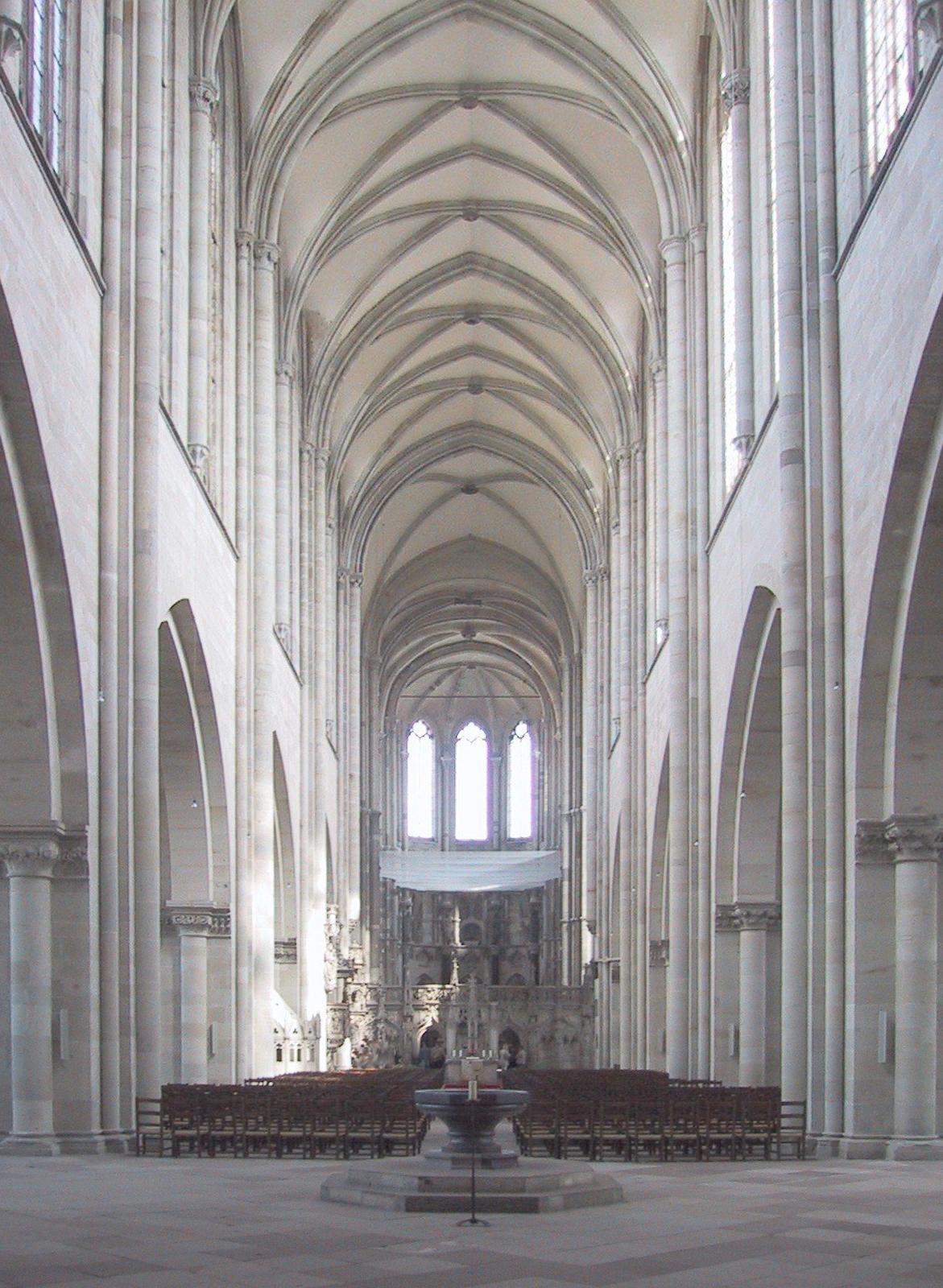
Nave da Catedral de Magdeburgo na Alemanha.

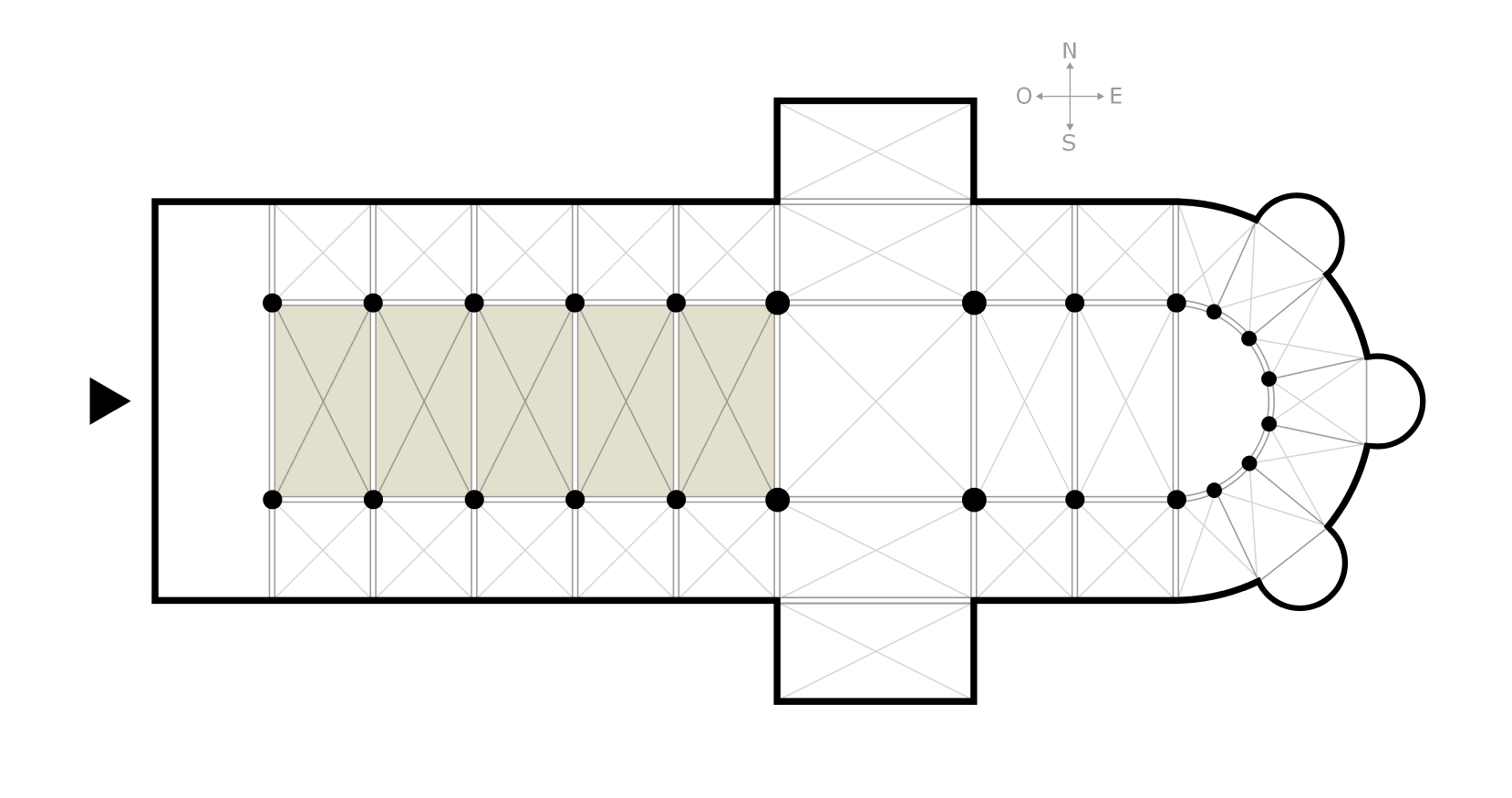
Representação esquemática de uma planta de catedral. A nave é a área colorida.

Representação esquemática de uma planta de catedral. As colaterais (ou naves laterais) são as áreas coloridas.

A nave é a parte central de uma igreja, estendendo-se desde a entrada principal (geralmente localizada a oeste) ou parede posterior até os transeptos, ou, no caso de igrejas sem transeptos, até a capela-mor. Quando a igreja possui corredores laterais, como nas construções do tipo basílica, o termo "nave" refere-se estritamente ao corredor central. Em um uso mais amplo e informal, a nave pode englobar todas as áreas acessíveis aos fiéis leigos, incluindo os corredores laterais e os transeptos. Em ambos os casos, a nave se distingue da área reservada ao coro e ao clero.

## História
As primeiras igrejas foram construídas quando os construtores estavam familiarizados com a forma da basílica romana, um edifício público para transações comerciais. Tinha uma ampla área central, com corredores separados por colunas, e com janelas próximas ao teto. A antiga Basílica de São Pedro em Roma é uma igreja primitiva que tinha esta forma. Foi construído no século 4 sob as ordens do imperador romano Constantino I, e substituído no século 16.
A nave, o corpo principal do edifício, é a seção separada para os leigos, enquanto a capela-mor é reservada para o clero. Nas igrejas medievais, a nave era separada da capela-mor pela telha; estes, sendo elaboradamente decorados, foram características notáveis nas igrejas europeias do século 14 até meados do século 16.

As naves medievais eram divididas em baías, a repetição da forma dando um efeito de grande comprimento; e o elemento vertical da nave foi enfatizado. Durante o Renascimento, no lugar de efeitos dramáticos, houve proporções mais equilibradas.

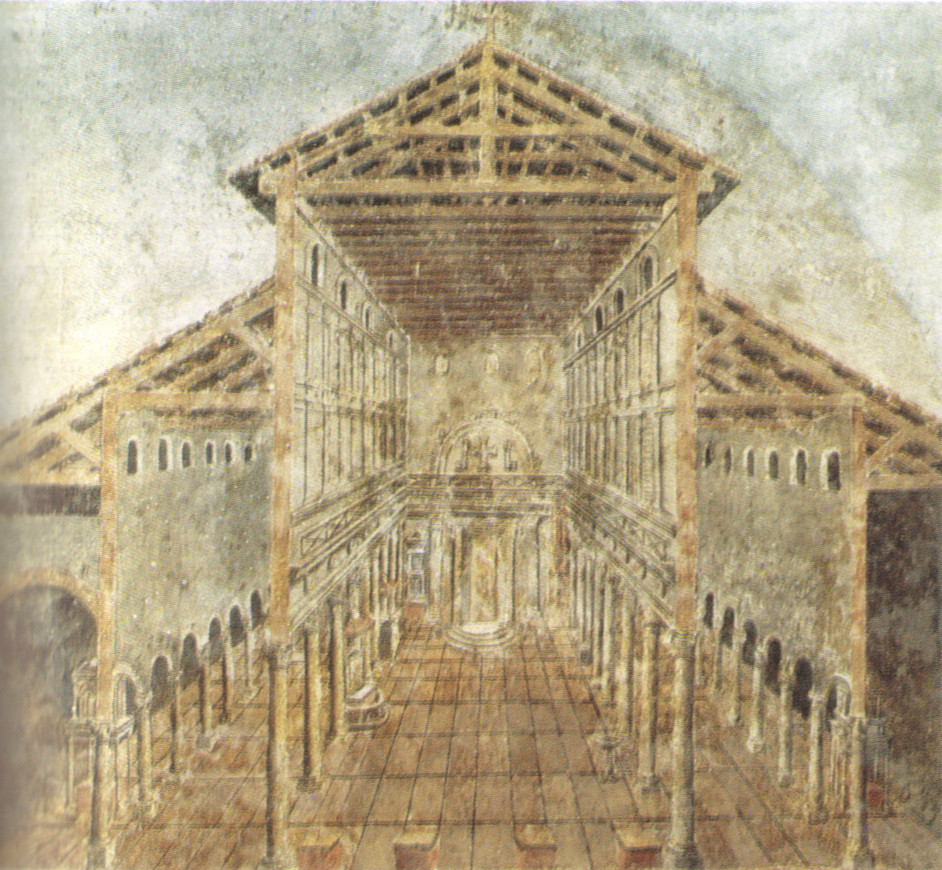
Um afresco mostrando a antiga Basílica de São Pedro, construída no século 4: a área central, iluminada por janelas altas, é ladeada por corredores.

Por volta de 1300, a manutenção e decoração da nave das igrejas paroquiais era de responsabilidade dos paroquianos; O clero era responsável por manter a capela-mor em reparação.

## Recordistas

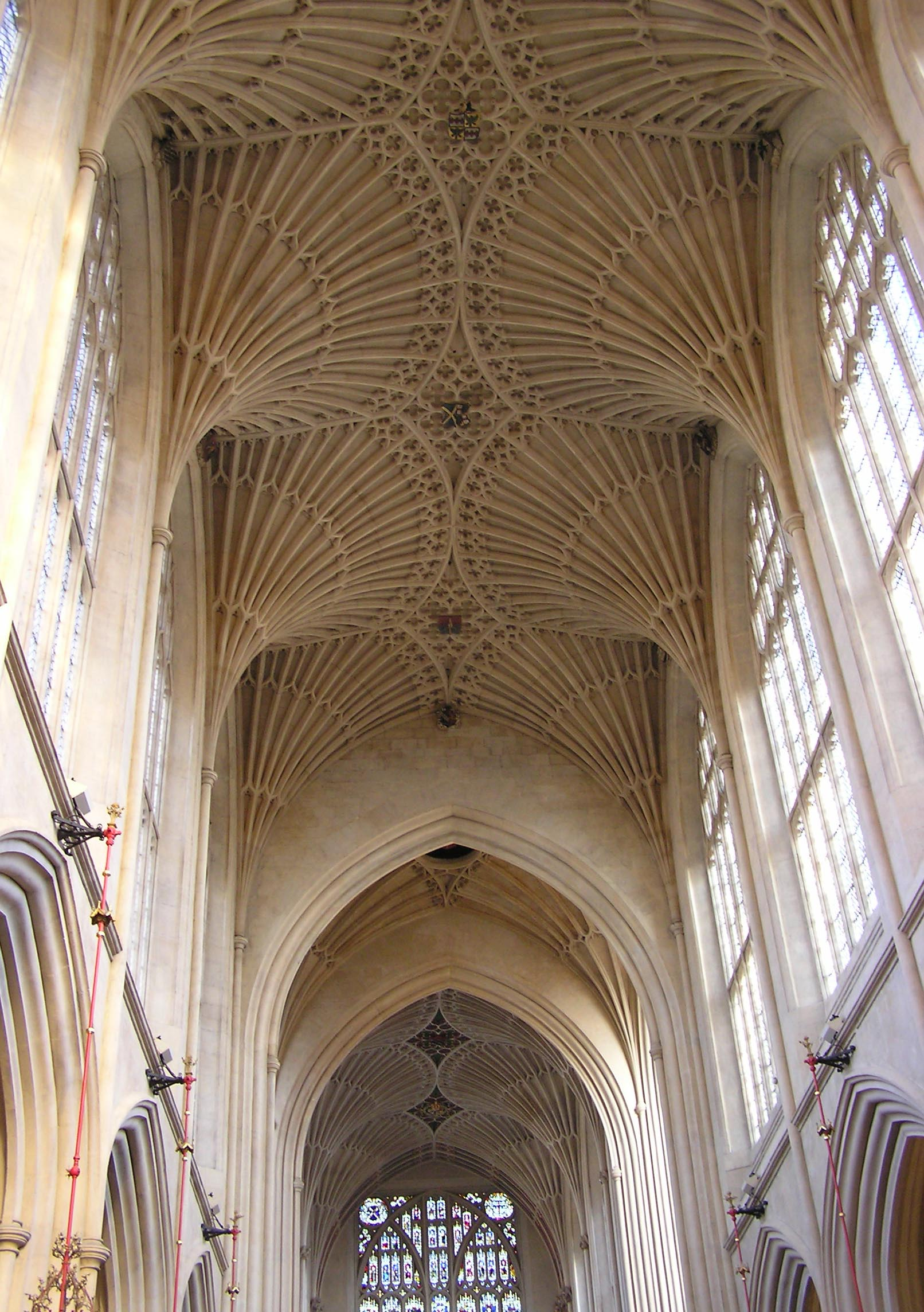
Abóbada gótica tardia (1608, restaurada em 1860) sobre a nave da Abadia de Bath, Bath, Inglaterra. A supressão do trifório oferece uma maior extensão de janelas clerestórias.

- Abóbada gótica tardia (1608, restaurada em 1860) sobre a nave da Abadia de Bath, Bath, Inglaterra. A supressão do trifório oferece uma maior extensão de janelas clerestórias.Nave mais longa do mundo: Basílica de la Santa Cruz del Valle de los Caídos, 262 m (860 pés) total; dividido através de uma partição adicional para não exceder a de São Pedro em Roma
- Nave mais longa da Dinamarca: Catedral de Aarhus, 93 m (305 pés)
- Nave mais longa da Inglaterra: Catedral de Winchester, 170 m (560 pés)
- Nave mais longa da Irlanda: Catedral de São Patrício, Dublin, 91 m (299 pés), externamente
- Nave mais longa da França: Catedral de Bourges, 91 m (299 pés), incluindo coro onde uma travessia seria se houvesse transeptos
- Nave mais longa da Alemanha: Catedral de Colônia, 58 m (190 pés), incluindo duas baías entre as torres
- Nave mais longa da Itália: Basílica de São Pedro na Cidade do Vaticano, 91 m (299 pés), em quatro baías
- Nave da catedral mais longa da Espanha: Sevilha, 60 m (200 pés), em cinco baías
- Nave mais longa dos Estados Unidos: Catedral de São João Divino, Nova Iorque, Estados Unidos (Episcopal), 70 m (230 pés)
- Nave abobadada mais alta: Catedral de Beauvais, França, 48 m (157 pés), mas apenas uma baía da nave foi realmente construída; no entanto, coro e transeptos foram completados à mesma altura.